# Панчево пантерси
Панчево пантерси (енгл. Pančevo Panthers; познати и као Панчевачки пантери) су бивши клуб америчког фудбала из Панчева, у Србији. Основани су 2003. године и своје утакмице играју на стадиону СЦ Младост. Тренутно се такмиче Суперлиги Србије и у међународној ЦЕИ Интер лиги.

## Историја
Клуб је основан 2003. године и један је од најстаријих у Србији. У Суперлиги је почео да се такмиче од 2004. године. Највећи успех остварили су освајањем првог места у регионалној Интерлиги. након што су регуларни део завршили на другом месту, у финалу у Панчеву победили су Каубојсе из Будимпеште са 41-28.

## Успеси

### Међународна такмичења
- ЦЕИ Интерлига
  - Првак (1): 2014

## Новији резултати
| Сезона | Ранг | Лига             | Регуларни део | Ут. | Поб. | Пор. | Плеј-оф           |
| ------ | ---- | ---------------- | ------------- | --- | ---- | ---- | ----------------- |
| 2011.  | 1    | Прва лига Србије | 3. место      | 7   | 5    | 2    | Полуфинале        |
| 2012.  | 1    | Прва лига Србије | 5. место      | 7   | 3    | 4    | Нису се пласирали |
| 2013.  | 1    | Прва лига Србије | 6. место      | 7   | 2    | 5    | Нису се пласирали |
| 2014.  | 1    | Прва лига Србије | 5. место      | 7   | 3    | 4    | Нису се пласирали |
| 2015.  | 1    | Прва лига Србије | 6. место      | 7   | 3    | 4    | Нису се пласирали |
| 2016.  | 1    | Прва лига Србије | 4. место      | 7   | 3    | 4    | Полуфинале        |
| 2017.  | 1    | Прва лига Србије | 7. место      | 7   | 1    | 6    | Нису се пласирали |